# Johann Tetzel
Johann Tetzel (Pirna, 1465 – Lipsia, 11 agosto 1519) è stato un religioso tedesco dell'Ordine dei Frati Predicatori.

## Biografia
Giovanni Tetzel, entrato nell'ordine domenicano nel 1489, dopo aver compiuto gli studi teologici nella sua città natale, Lipsia in Sassonia, si distinse subito come brillante predicatore, divenne priore del convento di Glogau e dal 1509 inquisitore in Polonia.
Nel 1516 l'arcivescovo di Magonza Alberto di Hohenzollern gli affidò l'incarico di predicare nelle sue diocesi l'indulgenza promossa da papa Leone X per finanziare il rifacimento della basilica romana di San Pietro: metà del denaro raccolto sarebbe servita all'arcivescovo per saldare il debito che aveva contratto con i Fugger per pagare alla Sede Apostolica la dispensa dal divieto del cumulo dei benefici ecclesiastici (l'Hohenzollern era infatti già arcivescovo di Magdeburgo e vescovo di Halberstadt).
Tetzel esagerò sostenendo che, per l'acquisto dell'indulgenza a favore dei defunti, fosse sufficiente l'offerta in danaro (riassunta nella filastrocca "quando cade il soldin nella cassetta/l'anima vola al cielo benedetta", a cui fa riferimento Lutero nella ventisettesima delle 95 tesi), e che l'indulgenza fosse applicabile infallibilmente all'anima designata; anche se, riguardo ai vivi, senza prescindere dal pentimento dei peccati. Tale idea suscitò grande indignazione tra dei teologi e spinse Martin Lutero a comporre le sue 95 tesi (che sostenevano la gratuità della Grazia divina e l'impossibilità per l'uomo di cooperare alla propria salvezza oltre all'inutilità di tali pratiche per i defunti) e ad inviarle ad Alberto di Hohenzollern.
Il domenicano nel 1518 gli oppose 122 antitesi (redatte però da Konrad Wimpina, decano della facoltà di filosofia di Lipsia e fondatore dell'università di Francoforte sull'Oder nel 1505), alle quali Lutero ribatté con un sermone sulla Grazia e l'indulgenza, che venne stampato e conobbe un'ampia diffusione. Tetzel, ripresi gli studi della teologia presso l'università di Francoforte sull'Oder, compose una dissertazione e 50 tesi contrapposte a quelle di Lutero. Ma il frate, ormai discreditato ed accusato di frode e malversazione da Karl Miltitz, fu richiamato ed allontanato dall'arcivescovo.
Ritiratosi stanco e malato nel suo monastero di Lipsia, Johann Tetzel morì nel 1519 e lì venne sepolto. Ricevette pure un estremo conforto da parte di Lutero.